# Krowi Tunel
Krowi Tunel (Jaskinia z Balkonem) – jaskinia w Dolinie Kościeliskiej w Tatrach Zachodnich. Ma trzy otwory wejściowe znajdujące się w skałach Żaru, na wysokości 1052 m n.p.m. Długość jaskini wynosi 16 metrów, a jej deniwelacja 1,5 metra.

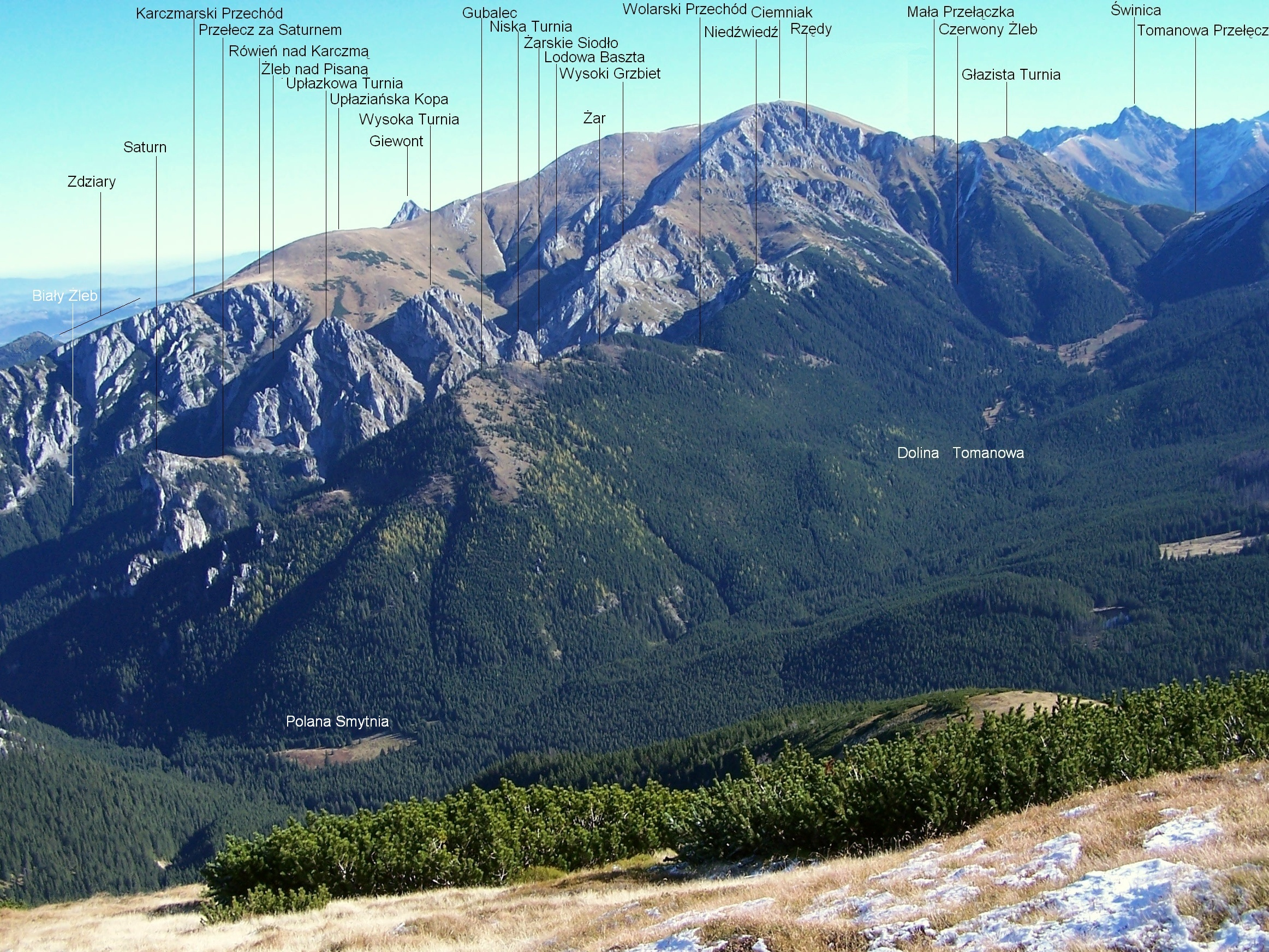
Na pierwszym planie Żar

## Opis jaskini
Jaskinię stanowi prawie poziomy i prosty korytarz przebijający na wylot skałę i łączący otwór południowy z otworem północnym. Parę metrów od otworu południowego w korytarzu znajduje się okno stanowiące trzeci otwór jaskini. Wychodzi ono na tarasik w ścianie turni. Stąd druga nazwa jaskini – Jaskinia z Balkonem. Jedyna boczna odnoga odchodzi z korytarza przy otworze południowym. Jest to kilkumetrowy korytarzyk.

## Przyroda
W jaskini można spotkać nacieki grzybkowe i mleko wapienne. Zamieszkują ją nietoperze. Ściany są mokre, rosną na nich przy otworach mchy, paprocie i glony.

## Historia odkryć
Jaskinia była znana od dawna. Pierwszy jej plan sporządził W. Wołoszyn w latach sześćdziesiątych XX wieku.